# Щукин переулок
Щу́кин переулок — переулок в городе Ломоносове Петродворцового района Санкт-Петербурга, в историческом районе Мартышкино. Проходит от Морской до Балтийской улицы.
Название известно с 1900 года. Вероятно, происходит от фамилии ораниенбаумского домовладельца купца С. Щукина.